# Araukaria Bidwilla
Araukaria Bidwilla – gatunek drzewa iglastego z rodziny araukariowatych. Endemit występujący w lasach deszczowych w stanie Queensland w Australii. Strefy mrozoodporności: 9-11.

## Morfologia
PokrójDrzewo iglaste, wiecznie zielone, o pokroju jodłopodobnym, korona luźna, początkowo stożkowa, u okazów dojrzałych od góry zazwyczaj zaokrąglona. Konary nagie, ułożone prawie poziomo, igły i gałązki wyrastają tylko na końcach.
PieńOsiąga wysokość do 50 m.
LiścieIgły twarde, ostre i szerokie, o długości do 5 cm i szerokości do 1 cm.
KwiatyJest to drzewo dwupienne — męskie i żeńskie szyszki, rosną na osobnych drzewach. Męskie szyszki są wąskie, długości do 20 cm, po zakwitnięciu opadają. Szyszki żeńskie jajowate, po zapyleniu osiągają znaczne rozmiary – do 30 cm i masę do 5 kg. Zdrewniałe łuski ułożone gęsto, z ostrymi wierzchołkami skierowanymi do góry. Nasiona o długości do 5 cm.

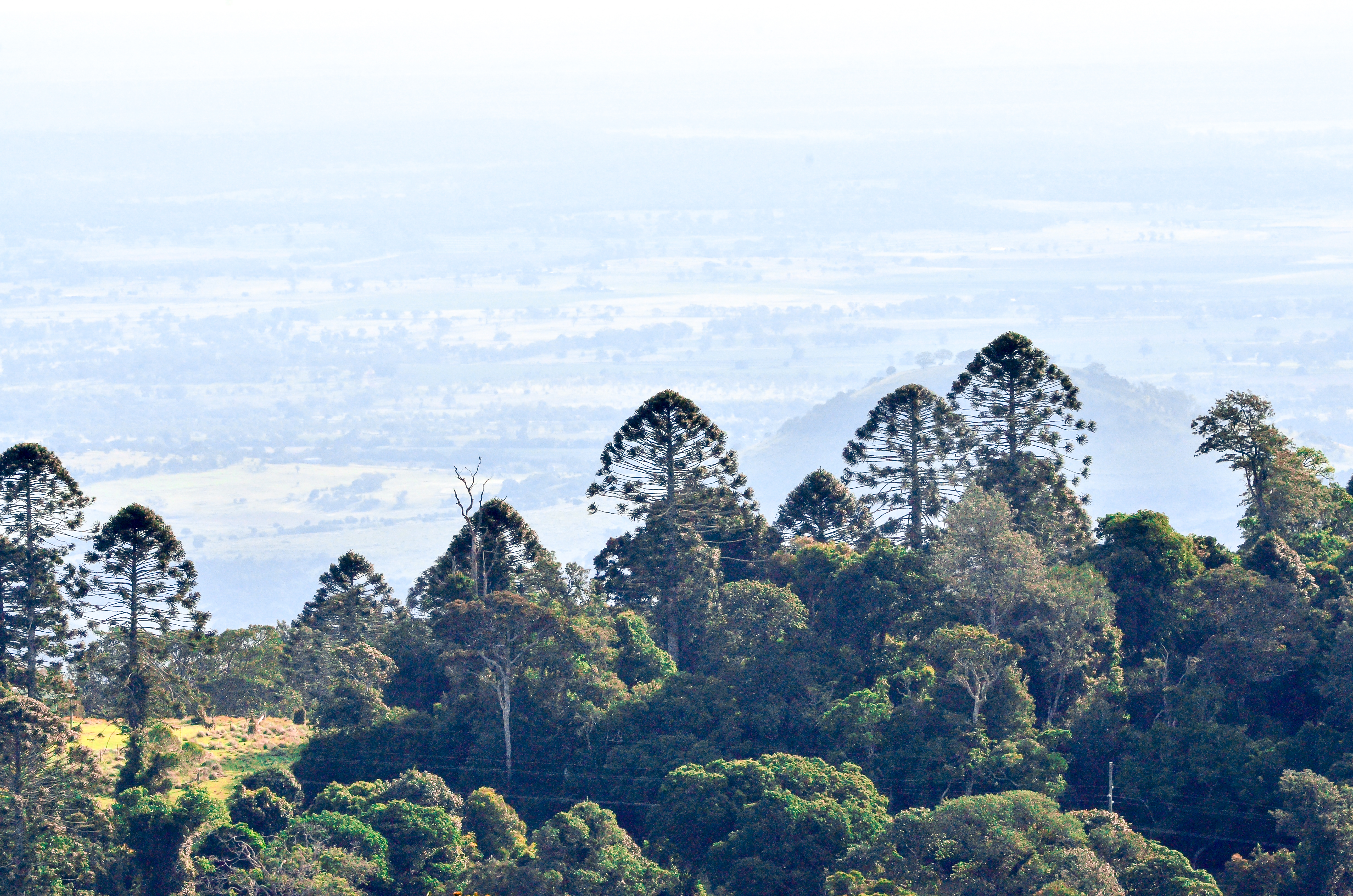
Araukarie w Queensland
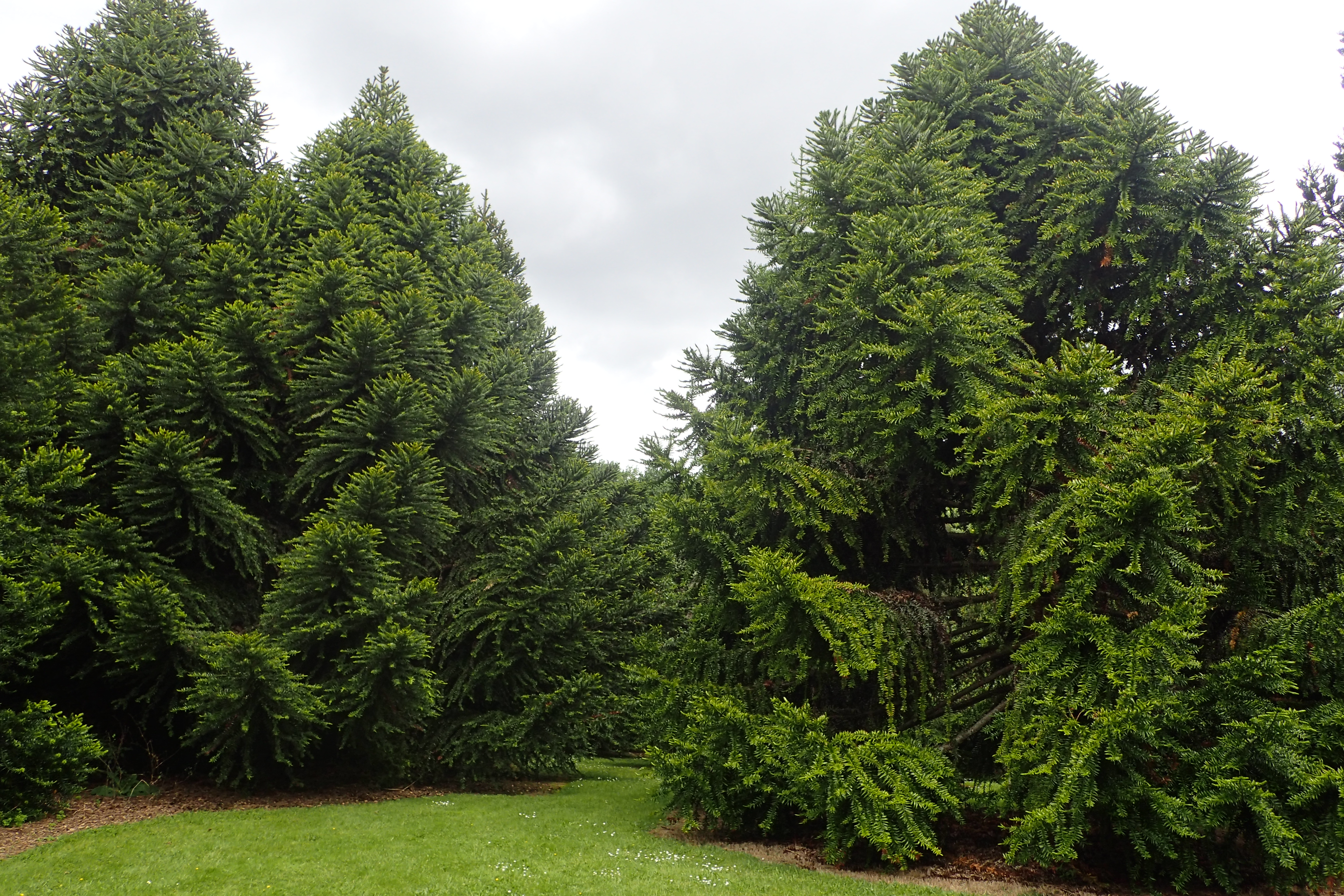
Młode drzewa
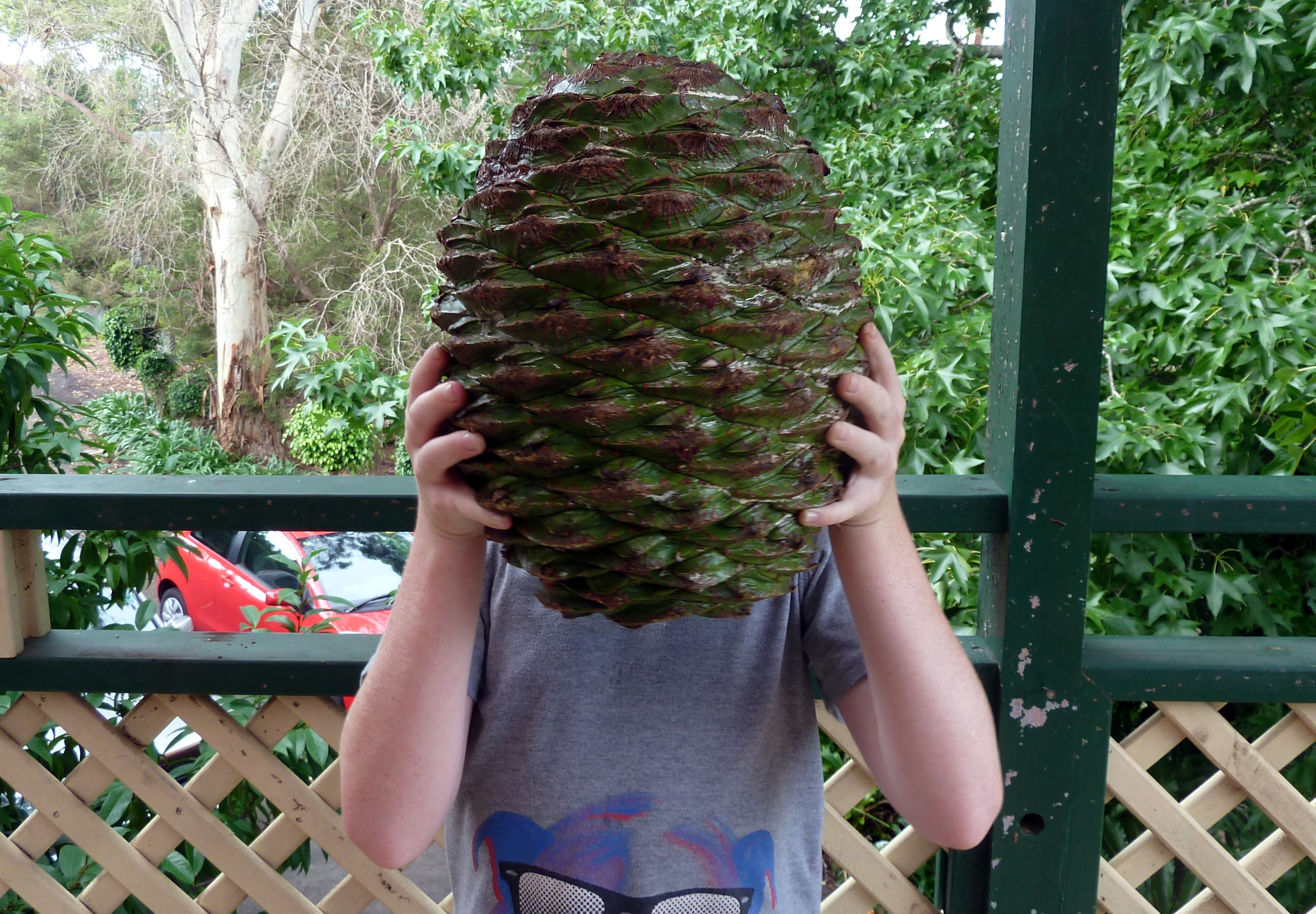
Szyszka

## Zastosowanie
- Nasiona są jadalne, zarówno na surowo, jak i po uprażeniu. Stanowiły ważny element tradycyjnej diety aborygenów australijskich.
- Drewno twarde i zarazem lekkie, bardzo cenione.